# Roy Paul
Roy Paul (18 d'abril de 1920 - 21 de maig de 2002) fou un futbolista gal·lès de les dècades de 1940 i 1950.
Fou 30 cops internacional amb la selecció de Gal·les. Pel que fa a clubs, defensà els colors de Swansea Town, Manchester City i Worcester City, on fou jugador-entrenador.

## Palmarès
Manchester City
- FA Cup: 1956